# Österreichischer Frauen-Fußballcup 1995/96
Der Österreichische Frauen-Fußballcup wurde in der Saison 1995/96 zum 22. Mal ausgespielt. Als ÖFB-Frauen-Cup wurde er vom Österreichischen Fußballbund zum vierten Mal durchgeführt. Den Pokal gewann zum vierten Mal Union Kleinmünchen.

## Teilnehmende Mannschaften
Für den österreichischen Frauen-Fußballcup hätten sich anhand der Teilnahme der Ligen der Saison 1995/96 folgende 23(!!) Mannschaften, die nach der Saisonplatzierung der Frauen-Bundesliga 1994/95, der 2. Liga Ost 1994/95 und der Regionalliga West 1994/95 geordnet sind, qualifiziert. Teams, die als durchgestrichen gekennzeichnet sind, nahmen am Wettbewerb aus diversen Gründen nicht am Wettbewerb teil oder sind zweite Mannschaften und spielten daher nicht um den Pokal mit. Weiters konnten noch Vertreter aus den Landesligen teilnehmen. Weiters konnten noch der Landesmeister oder auch Vertreter der Saison 1994/95 teilnehmen.
| Frauen-Bundesliga (8) | Meister oder Meistervertreter aus der Landesliga (3)                                                                           |
| --- | --- |
| - USC Landhaus (W) - Union Kleinmünchen (OÖ) (C) - 1. DFC Leoben (ST) - ASV Vösendorf (NÖ) - DFC Heidenreichstein (NÖ) - ESV Süd-Ost (W) - SC Neunkirchen (NÖ) - First Vienna FC 1894 (W) (N) | - FC Münzkirchen (OÖ) (LM) - USV Leopoldskron-Moos (S) (LM) - Innsbrucker AC II (T) (LM) - SC Wörgl (T) (L2) - Verein (V) (LM) |
| 2. Division Ost (8) | Regionalliga West (4) |
| - SC Brunn am Gebirge (NÖ) (A) - DFC Obersdorf (NÖ) - SV Horn (NÖ) - SV Donau (W) - DFV Juwelen Janecka (W) - DFC Pellendorf (NÖ) - SV Altlengbach (NÖ) (N) - ATSV Deutsch-Wagram (NÖ) (N) | - Innsbrucker AC (T) - RW Rankweil (V) - Sportunion Inzing (T) - FC Schwarzach (V)                                             |
| Erläuterungen Länderkürzel: (B): Burgenland, (K): Kärnten, (NÖ): Niederösterreich, (OÖ): Oberösterreich, (S): Salzburg, (ST): Steiermark, (T): Tirol, (V): Vorarlberg, (W): Wien; Vereins-Landes-Bewerbserfolg: (LM): Landesmeister, (Lx): x. Platz der Landesliga, (LN): Landesliga-Aufsteiger, (..-x): x Landesliga siehe Länderkürzel | |

| (C) | amtierender Cupsieger 1994/95    |
| (A) | Absteiger der Saison 1995/96     |
| (N) | Neuaufsteiger der Saison 1995/96 |

## Turnierverlauf
Es liegen keine Informationen über Ergebnisse der Cuprunden vor dem Finale vor.
Finale

Das Finale wurde am Sportanlage Kleinmünchen, Linz, Oberösterreich ausgetragen.
| Datum        |                    | Ergebnis |                |
| ------------ | ------------------ | -------- | -------------- |
| keine Angabe | Union Kleinmünchen | 2:0      | Innsbrucker AC |